# Crescence Seilern

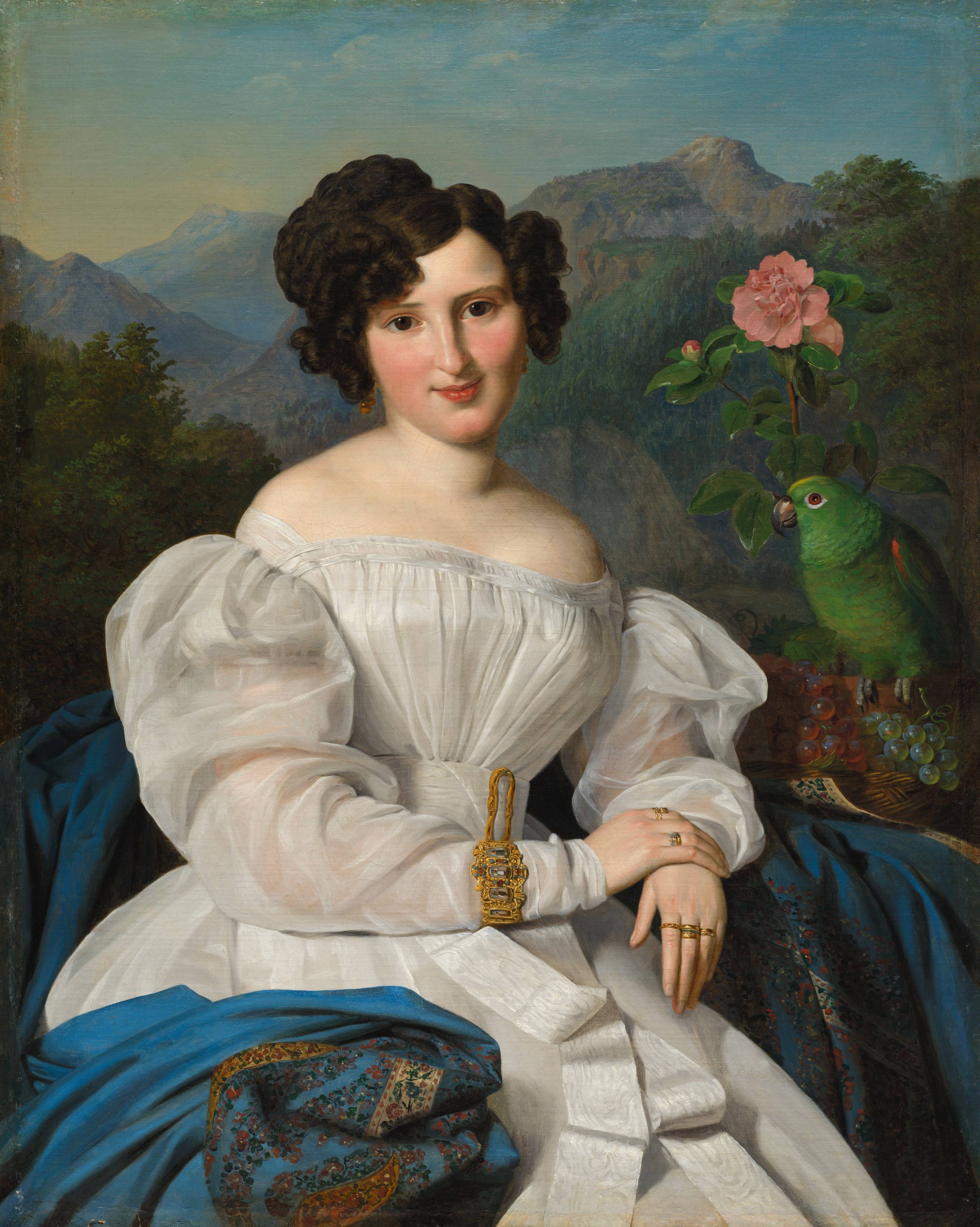
Crescence Seilern (Ferdinand Georg Waldmüller, 1828)

Crescence Gräfin von Seilern und Aspang (Aussprache: [kresans],  voller Name: Maria Crescentia Caroline Maximiliana; * 13. März 1799 in Brünn; † 30. Juli 1875 in Nagycenk) war eine österreichisch-ungarische Gräfin, deren erster Gatte Graf Károly Zichy und der zweite der ungarische Staatsreformer István Széchenyi waren.

## Leben

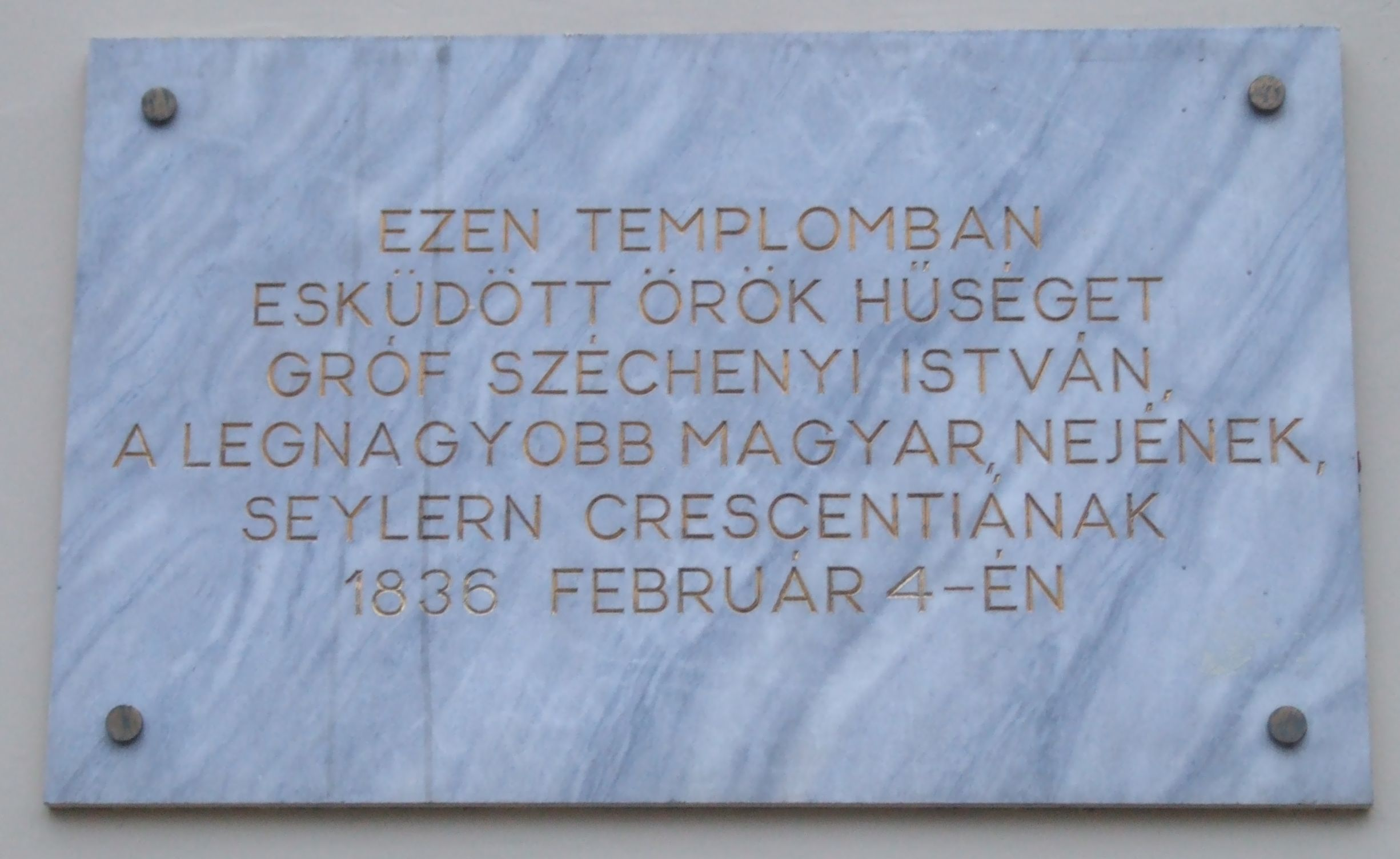
Gedenktafel für István Széchenyi und Crescence Seilern in der Mészáros Straße Nr. 1, Budapest

Crescence wurde als Tochter von Graf Karl von Seilern und Aspang (1756–1806) und Maximiliana von Wurmbrand-Stuppach (1770–1830) geboren.
Sie heiratete am 3. August 1819 den 20 Jahre älteren Grafen Károly Zichy, mit dem sie sieben Kinder bekam. Ihre Beziehung zu István Széchenyi begann am 2. August 1824, obwohl sie einander schon 1818 kennengelernt hatten. Nach dem Tod von Károly Zichy im Jahr 1834 heiratete sie Széchenyi am 4. Februar 1836. Mit dieser Heirat wurde sie Ungarin. Aus dieser Beziehung gingen eine Tochter, die kurz nach der Geburt starb, und die zwei Söhne Béla Széchenyi und Ödön Széchenyi hervor.
Crescence Széchenyi starb auf Schloss Széchenyi in Nagycenk (Großzinkendorf), nahe Sopron, wo sie auch begraben wurde.

## Trivia

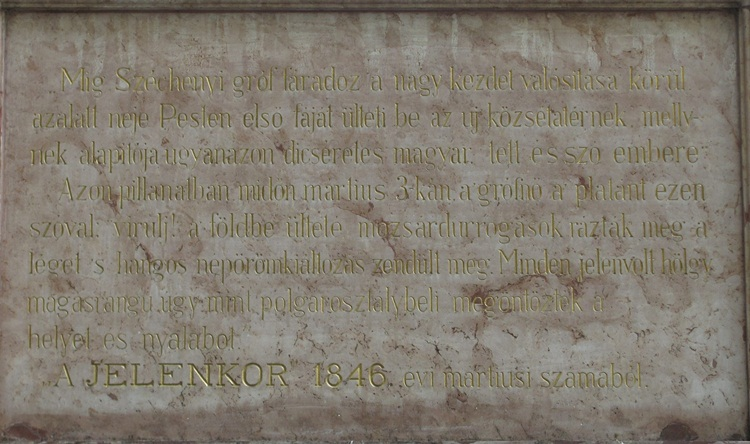
Artikel der Zeitung Jelenkor über die Pflanzung der ersten Platane auf der Rückseite des Erinnerungsbrunnens auf dem Szabadság tér

Eine der Überlieferungen zum Bau der Széchenyi-Kettenbrücke besagt, dass Crescence Széchenyi öfters die Stadt Pest trockenen Fußes besuchen wollte. Aus diesem Grund soll Széchenyi mit den Planungen zur Kettenbrücke begonnen haben. Der ungarische Literat Ferenc Herczeg schrieb darüber das Theaterstück A Híd („Die Brücke“).
Sie hat am 3. März 1846 die erste Platane auf dem heutigen Szabadság tér (Freiheitsplatz), in Pest gepflanzt.